# Knarrarósviti

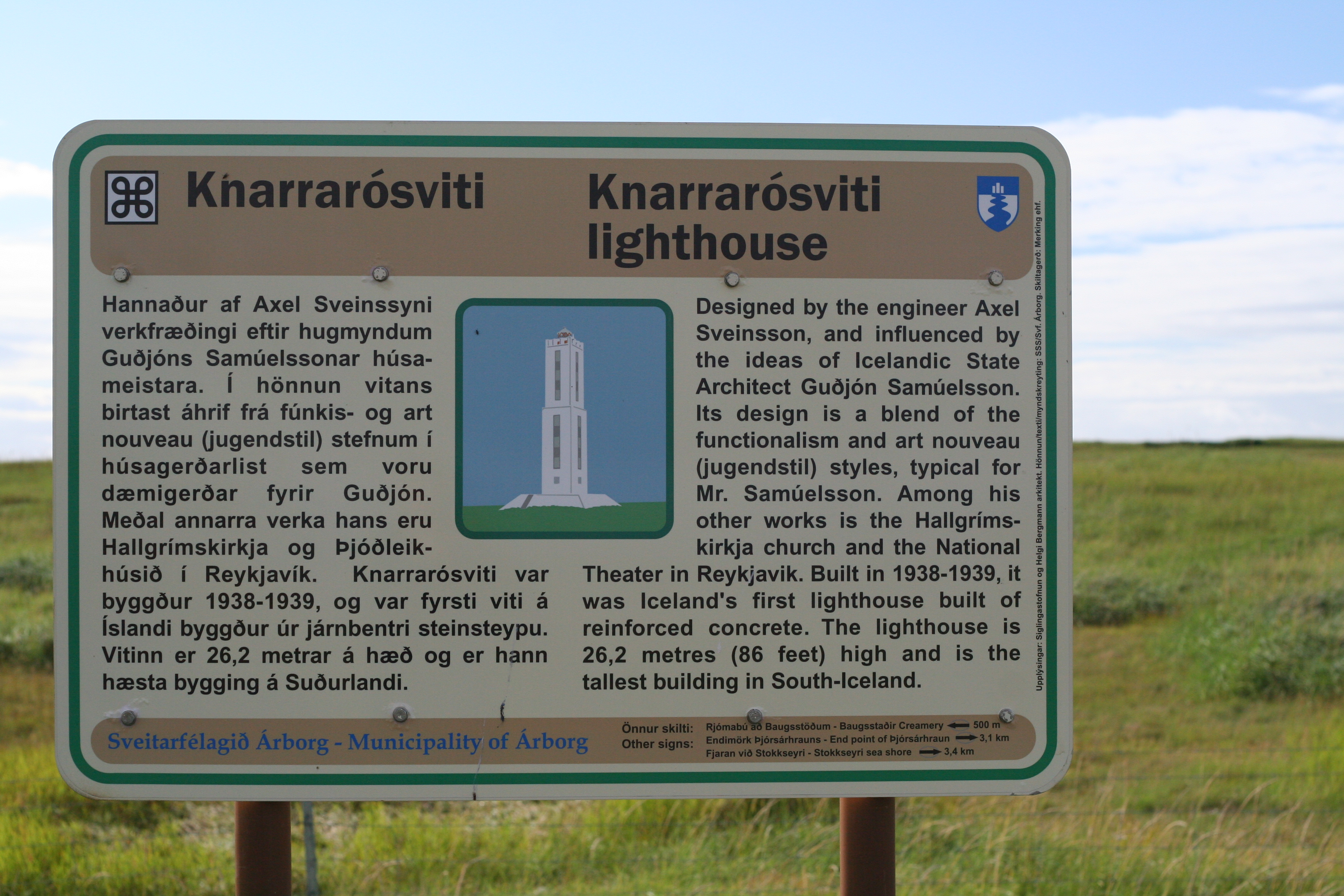
Informationstavla vid fyren.

Knarrarósviti är en 26,2 meter hög fyr på Knarrarós, fem kilometer öster om Stokkseyri på Islands sydkust (vilken i sin tur ligger 54 km OSO om Reykjavik).
Fyren byggdes 1938–1939 och var den första på Island som byggdes i betong. Den var länge[när?] södra Islands högsta byggnad och ritades av ingenjören Axel Sveinsson i en blandning av funktionalism och jugendstil, under inflytande av arkitekten Guðjón Samúelsson.
Fyren avger en 3 sekunder lång blixt var trettionde sekund. Den elektrifierades år 1986.